# Pedro Alexandrino de Carvalho
Pedro Alexandrino de Carvalho (27 de novembro de 1729 – 27 de janeiro de 1810) foi um pintor português, filho de Lázaro de Carvalho e de Maria Antónia de Matos, nasceu em Lisboa, freguesia dos Anjos, e morreu em Lisboa, tendo casado com Teresa Rosa de quem não teve filhos.
A sua pintura domina a produção pictórica da segunda metade do século XVIII, sofrendo a influência dos mestres da primeira metade de Setecentos. Foi discípulo de João Mesquita e Bernardo Pereira Pegado e fruiu do contacto com André Gonçalves. Introduzido no barroco italiano, sobretudo no da escola romana, a sua obra evolui, próximo do final do século, para o rococó francês, de que se torna um dos melhores executantes em Portugal nessa época. Nos últimos anos da sua carreira executou ainda algumas pinturas ao gosto neoclássico.
Conhecido como pintor dos frades, pelas suas obras de índole religiosa, realizou trabalhos para várias igrejas na região de Lisboa que foram reconstruidas após o sismo de 1755 e outras espalhadas por todo o país.
A formação dos artistas e a defesa dos seus interesses foi uma das tarefas a que se dedicou com empenho. Nesse âmbito insere-se o seu trabalho de reorganização da Irmandade de São Lucas, que se encontrava em decadência desde o terramoto. Em 1785, Pina Manique nomeou-o um dos diretores da Academia do Nu.
Viveu numa propriedade na Póvoa de Santo Adrião conhecida pelo nome de Quinta do Pintor que, por sua morte sem descendência, deixou por herança a suas sobrinhas-netas Maria Raimunda, Maria do Carmo e Ana José de Lara.
Está sepultado na Igreja de São José, em Lisboa.

## Obras
- Para a Sé Catedral de Lisboa

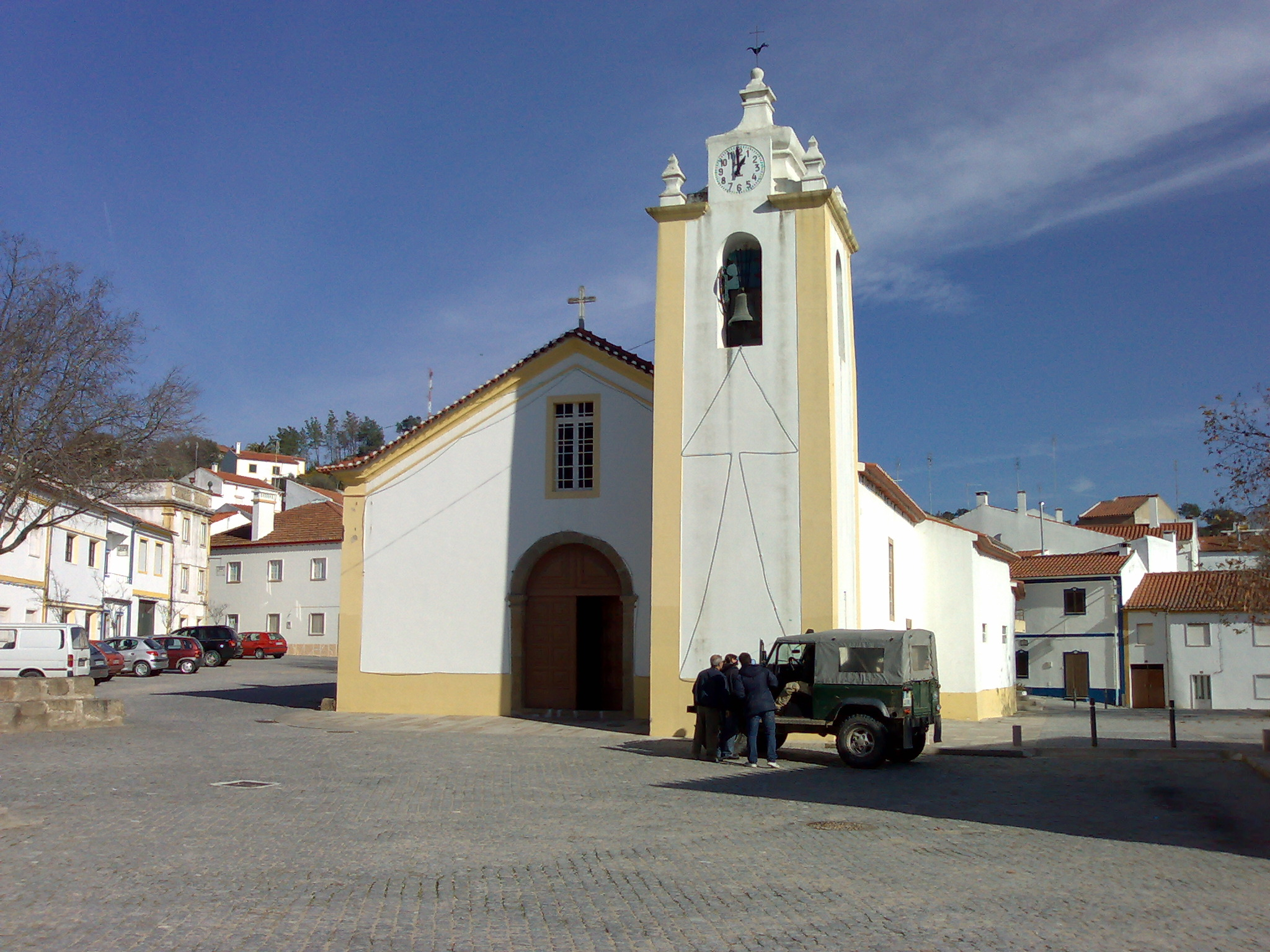
Na Igreja Matriz de Belver, na imagem, encontra-se a obra "São Miguel no purgatório"
, da autoria do pintor.

  - S. Cristóvão e O Salvador do Mundo que ladeiam a porta principal e o retábulo do altar-mor.
- Nas Igrejas de S. Domingos, São Nicolau, Mártires, Santiago, Pena, Graça e Penha de França, em Lisboa
  - Várias pinturas
- No Palácio de Queluz
  - Tecto da Sala do Conselho de Estado
- No Museu Militar
  - O peristilo
- Na Academia das Ciências de Lisboa
  - O tecto da Sala Grande
- No Palácio dos Duques de Palmela, no Largo do Calhariz, em Lisboa
  - O tecto do andar nobre
- No Palácio de Santos (actual embaixada de França em Portugal), na Rua de Santos-o-velho, em Lisboa.
  - Decoração dos dois salões grandes[1]
- Na Igreja Matriz da Póvoa de Santo Adrião
  - A Última Ceia (1802)
  - Os Quatro Doutores da Igreja
- Na Igreja Matriz de São Domingos de Rana
  - A Ceia do Senhor (Altar mor, inícios século XIX)
- No Bergantim Real (construído por ordem de 1780 de D. Maria I, e atualmente exposto no Museu da Marinha em Lisboa)
  - Painel posterior da camarinha
  - Gabinete privado dos soberanos
- Na Igreja da Encarnação (em Lisboa, inaugurada em 1708, danificada pelo Terramoto de 1755, reabriu em 1785, após reconstrução)
  - Teto da nave central. A pintura sofreu intervenções posteriores.
- Na Sé de Belém do Pará
  - Painel de Nossa Senhora das Graças
- Na Igreja de São Pedro em Ponta Delgada
  - A pintura "O Pentecostes"
- Na Igreja Matriz de Belver
  - São Miguel no Purgatório
- Na Igreja de Santa Maria da Feira, em Beja
  - Última Ceia
- No Mosteiro de São Salvador de Grijó, em Vila Nova de Gaia
  - Transfiguração de Cristo (1795), pintura móvel do retábulo da Capela-Mor
- No Museu de Lamego
  - Visitação, pintura a óleo sobre tela  (420x198) proveniente da Santa Casa de Misericórdia de Lamego.
- No Seminário das Missões de Cernache do Bonjardim
  - Retábulos principal e laterais